# 영향 아래 있는 남자 (2003년 영화)
"영향 아래 있는 남자"는 한국에서 제작된 윤세영 감독의 2003년 영화이다. 김수연 등이 주연으로 출연하였다.

## 출연

### 주연
- 김수연